# Court-termisme
Le court-termisme désigne, de manière péjorative, un comportement qui privilégie l'obtention d'un gain immédiat au détriment du résultat futur. Il privilégie le court terme au long terme, ce qui est urgent à ce qui est important à plus long terme.

## Description
Le court-termisme qualifie le jugement qui privilégie l'obtention d'un objectif rapide, sinon immédiat, en négligeant de considérer l'incidence d'effets potentiels ou réels pouvant survenir à moyen terme ou à long terme. 
La vision court-termiste résulte d'une préférence marquée du présent ou des échéances proches, au détriment du futur. Cette attitude peut s'appliquer :
- aux politiciens, lorsqu'ils sont accusés de ne s'intéresser qu'à la prochaine élection, plutôt qu'aux intérêts de plus long terme de leur pays,
- aux financiers, accusés de rechercher le rendement immédiat plutôt que de financer des projets d’investissement de long terme
- aux dirigeants d'entreprise[1],
- aux syndicats, accusés de défendre leurs intérêts corporatifs immédiats au détriment de l'intérêt des clients et de la viabilité à plus long-terme de l'entreprise,
- aux militants, accusés de polariser les débats de société pour imposer leur point de vue au lieu de composer avec les points de vue existants pour identifier les meilleures solutions.
- aux électeurs, accusés de se laisser séduire par des propositions démagogiques sans prendre en considération la faisabilité des projets, l'équilibre des finances publiques, les conséquences sur le chômage structurel,
- aux consommateurs, accusés de ne pas prendre en compte dans leurs choix de consommation les conséquences pour l'environnement,

## Les facteurs induisant le court-termisme
Le court-termisme est le résultat d'un arbitrage déséquilibré entre présent et futur. Les facteurs qui peuvent expliquer ce comportement sont multiples. On peut citer :
- la difficulté des acteurs à intégrer des paramètres de décision complexes. Les acteurs ont tendance à agir sur la base d'extrapolation du passé ;
- beaucoup de choix sont effectués dans un contexte de rationalité limitée, notamment en raison des incertitudes entourant la prise de décision ; l'urgent est le plus souvent privilégié à ce qui est important à long terme ;
- la peur du risque ; les agents peuvent privilégier le court terme dans les périodes troublées ;
- la non-considération du développement durable et des générations futures ; la notion de développement durable a été mise en avant précisément pour que les aspects de long terme soient davantage pris en compte par les acteurs économiques et politiques, notamment en matière de gestion de l'environnement, mais aussi concernant les déséquilibres sociaux ;
- le souci des acteurs de préserver leur image.

## Le court-termisme dans quelques domaines

### La finance
Les marchés financiers sont souvent accusés de se focaliser sur les profits immédiats au détriment des investissements de long terme des entreprises.
- Certains pointent et questionnent le rôle des pratiques (considérables en volume sur les marchés) de l'arbitrage (finance).
- D'autres comme Augustin Landier et Pierre Thesmar affirment que contrairement aux idées reçues,  les financiers investissent de manière importante et durable dans des entreprises déficitaires, en vue de bénéfices futurs, attendus au terme d'une échéance plus ou moins longue.

### L'informatique
Les directions des systèmes d'information (DSI) sont soumises à de fortes contraintes — budgets serrés, contraintes d'exploitation, qualité forte, nécessités de réactivité et d'agilité — et peinent à construire des visions à long terme de l'évolution des systèmes d'information. Les schémas directeurs sont soumis à rude épreuve, à cause d'une évolution incessante des techniques informatiques, des priorités et des personnes, de sorte que l'arbitrage des projets devient problématique. Les DSI ont tendance à céder à la facilité en favorisant les projets où le retour sur investissement est rapide, au détriment d'autres plus pertinents à moyen ou long terme. Selon Siegfried Gunther, président d'Idesys et filiale de Groupe Solucom, « les DSI français sont encore très clairement positionnés sur le court terme, avec des préoccupations au jour le jour (...). Nous les découvrons sur des grands débats comme la gouvernance, le pilotage de projets car les directions informatiques sont confrontées à se transformer à moyen terme en une société commerciale. Mais nous en sommes encore loin, et plus de 70 % des budgets sont actuellement consacrés à la maintenance ».
Selon Christophe Legrenzi et Philippe Rosé, les pratiques managériales des DSI restent marquées par une vision à court terme, qui sont remises en cause par la crise. Cela est notamment dû au fait que les tableaux de bord actuels des entreprises ne permettent d'anticiper que sur de faibles durées, puisqu'en général ils ne mesurent que le carnet de commande des entreprises.
On a pu constater un certain court-termisme lors du passage informatique à l'an 2000, si l'on se souvient que le problème de l'an 2000 n'est devenu une priorité au plus haut niveau des entreprises et des États qu'un à deux ans avant l'échéance, alors que le problème avait été identifié depuis les années 1960. C'est ce qui a finalement entraîné des coûts d'adaptation très importants, qui auraient pu être diminués si le problème avait été davantage anticipé.
Quoi qu'il en soit, il existe aujourd'hui un décalage entre le court-termisme des DSI et les politiques de développement durable (ou supposées telles) des entreprises et des administrations, qui seraient censées, en toute rigueur, imposer des visions de long terme aux DSI.[réf. nécessaire]

### La politique
Selon un responsable d'Havas, il y a « de mauvais communicants et de mauvais politiques qui, au lieu de se soucier de leur message de fond, se préoccupent de leur image immédiate ». Les politiques, « une fois élus, ont plusieurs années devant eux et (...), malgré cela, cèdent plus facilement à la pression du court-termisme » que les entreprises.
La « maladie du court-termisme » concerne aussi la politique étrangère.

## Point de vue des religions
Les religions sont pleinement attentives à la dimension spirituelle de l'homme, qui exige de prendre en compte des visions de long terme.

### Christianisme
Le « développement durable et intégral » de l'homme, pour reprendre l'expression qu'emploie le pape François dans son encyclique Laudato si', ne peut se concevoir qu'à long terme. Dans son encyclique, le pape dénonce la culture de l'immédiateté :
« Les ressources de la terre sont aussi objet de déprédation à cause de la conception de l’économie ainsi que de l’activité commerciale et productive fondées sur l’immédiateté. »
« L’homme et la femme du monde post-moderne courent le risque permanent de devenir profondément individualistes, et beaucoup de problèmes sociaux sont liés à la vision égoïste actuelle axée sur l’immédiateté, aux crises des liens familiaux et sociaux, aux difficultés de la reconnaissance de l’autre. »
« Le drame de l’« immédiateté » politique, soutenue aussi par des populations consuméristes, conduit à la nécessité de produire de la croissance à court terme. Répondant à des intérêts électoraux, les gouvernements ne prennent pas facilement le risque de mécontenter la population avec des mesures qui peuvent affecter le niveau de consommation ou mettre en péril des investissements étrangers. »
« La culture consumériste, qui donne priorité au court terme et à l’intérêt privé, peut encourager des procédures trop rapides ou permettre la dissimulation d’information. »
Le pape n'en reconnaît pas moins le mérite des hommes politiques qui savent assumer leurs responsabilités devant la sauvegarde de l'environnement :
« Qu’un homme politique assume ces responsabilités (devant la sauvegarde de l'environnement) avec les coûts que cela implique, ne répond pas à la logique d’efficacité et d’immédiateté de l’économie ni à celle de la politique actuelle ; mais s’il ose le faire, cela le conduira à reconnaître la dignité que Dieu lui a donnée comme homme, et il laissera dans l’histoire un témoignage de généreuse responsabilité. »